# Dioscoridês (général de Ptolémée VI)
Pour les articles homonymes, voir Dioscoride (homonymie).
Dioscoridês (en grec ancien : Διοσκορίδης / Dioskoridês) est un général occupant un rang élevé pendant le règne de Ptolémée VI Philométor. Il est mentionné à plusieurs reprises dans des documents administratifs sur des papyri écrits en grec.
Quoiqu'appartenant à l'élite grecque, Dioskoridês décide de se faire enterrer selon les anciennes coutumes locales égyptiennes, choisissant de se faire réaliser un sarcophage finement gravé d'inscriptions religieuses tirées du Livre des morts des Anciens Égyptiens, savamment réparties sur le corps, à des endroits appropriés.

## Sarcophage de Dioskoridês
Le cercueil de Dioskoridês, conservé au Musée du Louvre est en pierre sombre de grauwacke et mesure deux mètres de long pour une largeur de 68 cm et une profondeur de 52 cm.
Ce sarcophage, entièrement sculpté, est d'une qualité remarquable. Une inscription autobiographique figure sur les pans de la perruque et au niveau de la poitrine ; le nom de Dioskoridês, transcrit en hiéroglyphes égyptiens était autrefois traduit après translittération Tasikratès. Les autres textes, religieux, sont des hymnes aux divinités funéraires et des chapitres du Livre des morts, disposés sur le sarcophage aux endroits du corps en rapport avec le contenu de la formule.
Sur la poitrine est représenté le ba de Dioskoridês, sous la forme d'un oiseau à tête humaine.
Au registre inférieur se trouvent les quatre enfants d'Horus préposés à la garde des viscères et à leurs réceptacles dans les vases canopes, autour de l'image d'un scarabée, symbole du soleil renaissant. Le texte à cet endroit est le chapitre 89 : « permettre que le ba d'un homme rejoigne son cadavre ».
En dessous, une vignette représente Dioskoridês assis en face de divinités funéraires ; une autre le représente debout, adorant Osiris et un autre dieu.
À l'intérieur du couvercle, la déesse du ciel Nout est représentée nue et étendue au-dessus du défunt, garantissant à Dioskoridês une renaissance perpétuelle.